# دايسوكي هارادا
دايسوكي هارادا (باليابانية: 原田大輔؛ بالكانا: はらだ だいすけ) هو مصارع هاوي ياباني، ولد في 13 نوفمبر 1986 في سويتا في اليابان.

## روابط خارجية
- دايسوكي هارادا على موقع CageMatch worker (الإنجليزية)